# Kabosu

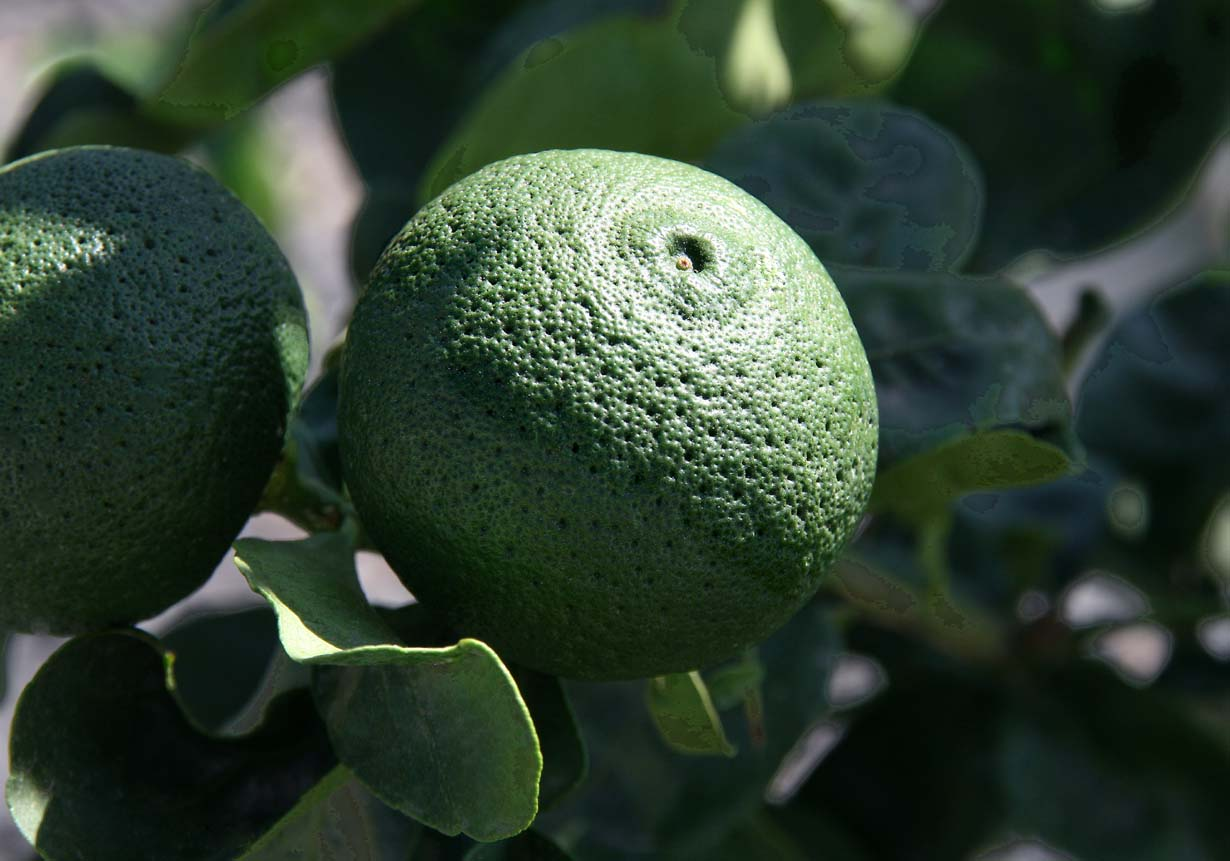
Kabosu-Früchte Ende August, kurz vor der Ernte.

Kabosu (Citrus sphaerocarpa; japanisch カボス) bezeichnet sowohl eine Zitruspflanze aus der  Familie der Rautengewächse als auch die gelbgrüne Frucht derselben, die hauptsächlich in Japan vorkommt.
Vermutlich in der Edo-Zeit (1603–1868) wurde der immergrüne Laubbaum aus China nach Japan gebracht und dort kultiviert. Heute wird er vor allem um die Städte Taketa und Usuki in der Präfektur Ōita auf der Insel Kyūshū angebaut und verarbeitet.

## Beschreibung
Kabosu sind saftige Zitrusfrüchte. Sie werden noch grün geerntet, reifen dann nach, bis die Schalen gelb gefärbt sind.

## Produktion
2007 wurden in Japan 5.185 Tonnen Kabosu geerntet, davon 5.019 Tonnen in der Präfektur Oita, 144 Tonnen in der Präfektur Aichi und 17 Tonnen in der Präfektur Miyazaki.

## Verwendung
In der japanischen Küche wird der Saft der Früchte anstatt Essig zum Verfeinern von Speisen, zum Beispiel Fisch, Sashimi oder Feuertopf-Gerichte, verwendet.
Wird der Saft in Fischfutter gemischt, verhindern die enthaltenen aromatischen Verbindungen (Polyphenole) eine Verfärbung des Fischfleischs: „Japanische Gelbschwanzmakrele“ (buri) und „Sommer-Scholle“ (hirame) werden zum Beispiel unter Verwendung dieses Futtermittels gezüchtet und als Delikatessen Kabosu Buri bzw. Kabosu Hirame angeboten.